# Крайцер скаут
Крайцер скаут (на английски: scout cruiser) е подклас на крайцеритеот началото на 20 век, съществувал във военноморските сили на ред страни. Строителството на крайцери скаути е предизвикано най-вече от стремителния ръст на скоростните и бойните характеристики на разрушителите. За идеологически предшественик на крайцерите скаути е прието да се счита бронепалубният крайцер на Руския императорски флот „Новик“. Крайцерите скаути за първи път се появяват в Кралския военноморски флот на Великобритания, където получават и най-голямото си развитие. Освен това те се строят и проектират за военните флотове на редица други страни. Предназначени са да изпълняват ролята на лидери на флотилиите разрушители и бързоходни разузнавачи при ескадрите от линейните сили. Тяхната най-ярка черта става приоритетът към максимална скорост в ущърб на всички останали характеристики. При това първите скаути фактически представляват значително увеличени разришители. Обаче вече към началото на Първата световна война този подход е признат за неверен в болшинството от флотовете и последващото развитие на скаутите е прекратено в полза на строителството на пълноценни леки крайцери.

## Възникване на класа на скаутите
След създаването във Великобритания на разрушителите от типа „Ривър“, с висока скорост и мореходност, в британските военноморски кръгове стигат до извода, че е необходимо създаването на нов клас крайцери – достатъчно бързоходни, които да са съпоставими с новите с новите разрушители. В задачите на новия клас е включена ролята лидер на разрушителите, който да ги води в атака и да им осигурява прикритие с артилерийски огън. Освен това в съответствие със своето име те следва да изпъляват и ролята на разузнавачи при ескадрите, като това основно се изчерпва с откриване на неприятелските сили и насочването на своите линейни сили към него.

## Скаутите на Великобритания

### Първо поколение британски скаути
Строителството на първото поколение крайцери скаути е възложено на частни компании. При това Адмиралтейството използва наложилата се практика при поръчката на разрушители, когато проектантите получават само общите изисквани характеристики на корабите (скорост, водоизместимост, въоръжение), а реализирането на тези изисквания всеки производител прави в съответствие със своите навици и технологии. В дадения случай изпълнителите на поръчката получават разрешение даже да избират схемата на брониране между бронирана палуба и брониран пояс. Всичко са поръчани осем единици на четири производителя. Следва да се отбележи, че макар британският флот вече да пристъпва към внедряването на паротурбинните установки, стремежът да се избегнат технически проблеми и крайцерите да се получат колкото се може по-скоро води до това, че всички скаути имат добре отработаните парни машини.
Строителството на скаутите от типа „Сентинел“ (на английски: Sentinel) е поръчано на известната компания Vickers. Нейните инженери създават проект на основа конструкцията на „30-възловите“ разрушители. Крайцерите и представляват мащабно увеличени разрушители с всичките техни характерни признаци – с къс черупковиден полубак, отделни надстройки под всеки от трите комина и ниска кърмова рубка. Единствената разлика на корабната архитектура на крайцерите от разрушителите, освен размерите, става тънката бронирана палуба по цялата дължина на кораба, която има 37-милиметрови скосове и гласисът в района на машинното отделение. Двата кораба, „Сентинел“ и „Скирмишър“ са заложени през лятото на 1903 г., а през пролетта – лятото на 1905 г. те влизат в строй. Средната стоймост на крайцерите съставлява 282 000 фунта стерлинги за единица.
Поръчката за втората двойка скаути получава компанията Cammell Laird, която по-рано построява голям брой разрушители. На базата на разрушител е разработен и проектът за крайцерите скаути от типа „Патфайндър“ (на английски: Pathfinder). Корпусът им има типичните признаци на миноносец във вид на черушковиден полубак и олекотени надстройки. Новост е използването на щормов коридор, който позволява да се премине от носовата в кърмовата надстройка. Проблема със защитата конструкторите на Cammell Laird решават по различен начин, отколкото колегите им от Vickers. Машинната установка е защитена с бордов пояс с дебелина 51 мм, който достига до горната палуба. Останалата защита включва 15-милиметрова бронева палуба със скосове от 37 мм. „Патфайндър“ е заложен през август 1903 г., а „Патрол“ през октомври 1903 г., двата кораба попълват флота през 1905 г. Средната стойност за единица съставя 273 000 фунта стерлинги.
Скаутите от типа „Форуърд“ (на английски: Forward) са проектирани и построени от компанията Fairfield. От всичките типове тяхната архитектура е най-архаичната и продължава дизайна на малкия крайцер от миналото. Корабите получават полубак без черупковидна палуба и къс полуют. За сметка на това системата им на брониране се оказва най-съвършената. Броневият пояс прикрива не само машинните, но и котелните отделения, като достига до горната палуба и се спуска на 0,8 м под водолинията. Останалите части са защитени от бронепалуба със скосове. Запасът въглища при тези крайцери е увеличен, но далечината на плаване остава без изменение. „Форуърд“ и „Форсайт“ са заложени през октомври 1903 г. и влизат в строй през 1905 г. Средната стойност за единица е 285 400 фунта стерлинги.
Най-оригинален е проектът, предложен от компанията Armstrong, знаменита със своите елсуикски крайцери. Скаутите от серията „Адвенчър“ (на английски: Adventure) стават първите британски крайцери от 1880 г., които нямат таран. Вместо това корабите получават клиперен форщевен и неголям бълб в подводната част, което е основно за бъдещия облик на типичните британски крайцери. Корпусите имат къс полубак, а броят на комините достига четири. „Адвенчър“ и неговият систършип имат в качеството на силова установка доста съвършените парни машини от рядко срещаната система Маршал-Алън, което им осигурява умерени габарити по височина, ниско ниво на вибрациите, но много висока надеждност. На изпитанията крайцерите успяват да покажат средна скорост от 24,5 възела при осемчасов пробег. Максималната скорост достига 26 възела. Броневата защита се оказва традиционна и се свежда до бронева палуба със скосове. „Адвенчър“ и „Атентив“ са заложени през юни – юли 1904 г., а са въведени в строй през октомври 1905 г. Тяхната средна стойност съставлява 270 000 фунта стерлинги за единица.
Така към 1905 г. Кралският флот получава осем крайцера скаути от четири различни типа. Всички те имат основно въоръжение от 10 76-мм оръдия и максимална скорост от 25 възела. Всички тези кораби прекалено бързо остаряват. От 1907 г. във Великобритания започва строежа на нови разрушители, много по-големи и бързи, отколкото типа „Ривър“, чиито лидери паромашинните скаути вече не могат да бъдат. Като разузнавачи те започват да изглеждат несъстоятелно при ескадрите от линкори-дредноути, поддържащи ход от 21 възела, а слабото им въоръжение не им оставя шансове при сблъсък с крайцерите на вероятния противник. В опит да се подобрят техните характеристики са проведени редца модернизации. В периода 1906 – 1907 г. 47-милиметровите оръдия са заменени с малко по-мощните 57-милиметрови, в периода 1909 – 1910 г. са им поставени системи за управление на артилерийския огън, а през 1911 – 1912 г. са свалени всички 76-милиметрови оръдия, заменяйки ги с девет от най-новите 102-милиметрови оръдия Mk IV, което прави огневата им мощ сравнима с крайцерите от III ранг на типа „Топаз“.
| Сравнителни ТТХ на първото поколение крайцери скаути на Великобритания |                                         |                                                             |                                                             |                                         |
|                                                                        | Тип „Сентинел“                          | Тип „Патфайндър“                                            | Тип „Форуърд“                                               | Тип „Адвенчър“                          |
| Нормална водоизместимост, дълги тона                                   | 2880                                    | 2900                                                        | 2860                                                        | 2640                                    |
| Артилерийско въоръжение                                                | 10×1 – 76-мм 8×1 – 47-мм                | 10×1 – 76-мм 8×1 – 47-мм                                    | 10×1 – 76-мм 8×1 – 47-мм                                    | 10×1 – 76-мм 8×1 – 47-мм                |
| Торпедно въоръжение                                                    | 2×1 – 457-мм ТА                         | 2×1 – 457-мм ТА                                             | 2×1 – 457-мм ТА                                             | 2×1 – 457-мм ТА                         |
| Брониране, мм                                                          | Палуба – 15 – 37 мм бойна рубка – 76 мм | Бордов пояс – 51 мм палуба – 15 – 37 мм бойна рубка – 76 мм | Бордов пояс – 51 мм палуба – 15 – 31 мм бойна рубка – 76 мм | Палуба – 19 – 51 мм бойна рубка – 76 мм |
| Енергетична установка                                                  | 2 парни машини, 17 000 к.с.             | 2 парни машини, 16 500 к.с.                                 | 2 парни машини, 15 000 к.с.                                 | 2 парни машини, 16 000 к.с.             |
| Максимална скорост, възела                                             | 25                                      | 25                                                          | 25                                                          | 25                                      |
| Далечина на плаване, мили/на скорост, въз.                             | 3000/16                                 | 3000/16                                                     | 3000/16                                                     | 3000/13                                 |
| Екипаж, души                                                           | 268                                     | 268                                                         | 268                                                         | 268                                     |

### Второ поколение британски скаути
След залагането на скаутите от типа „Адвенчър“ британският флот си взема кратка почивка в развитието на този подклас на крайцерите. Адмирал Д. Фишър, който става през 1904 г. Първи морски лорд, първоначално се придържа към мнението, че малките крайцери изобщо не са необходими на флота, тъй като не могат ефективно да използват своята артилерия при вълнение. Той предлага да се възложи воденето на разузнаване в интересите на главните сили на линейните крайцери, който да се поддържат от много големи разрушители, които едновременно да могат да изпълняват и ролята на лидери на миноносните флотилии. За да се провери тази идея, през 1906 г. е заложен „суперразрушителят“ „Суифт“ (на английски: HMS Swift). „Свифт“ при водоизместимост около 2400 тона успява да развие скорост от 35 възела и е въоръжен с четири 102-милиметрови оръдия. Изглежда, че той е идеален за лидер на разрушителите. Но обхватът на неговото действие се оказва ограничен, а стойността от 235 000 фунта стерлинги прекомерна. В резултат на това, „Суифт“ е признат за явно неудачен кораб. Надделява мнението, че даже малкия крайцер има по-значителен боен потенциал, отколкото големия разрушител, и строителството на крайцери скаути е възобновено.
Построяването на второто поколение скаути е решено да се възложи на един производител, корабостроителницата на ВМФ в Пембрук. Счита се, че това ще помогне за постепенното усъвършенстване на проекта. Проектирането се води на базата на скаутите от типа „Адвенчър“ и предвижда задължителното използване на парни турбини. Първи са заложени двойката крайцери от типа „Бодицея“ (на английски: Boadicea), „Бодицея“ е заложен през юни 1907 г., „Белона“ (на английски: Bellona) година след това. Обаче поставените на тези крайцери четири турбини Parsons са агрегати с пряко действие и имат прекалено ниска икономичност. Налага се същественото увеличаване на запаса гориво, но далечината на плаване, въпреки всичко, се оказва недостатъчна. Освен това парните котли си остават предишните, за това и мощността се оказва едва 18 000 к.с., при това, че за най-новите разрушители тя достига 27 000 к.с. В резултат на всичко това скоростта на новите скаути си е все така прекалено ниска. Макар на изпитанията „Бодицея“ и да се ускорява до 27,6 възела, в реалната експлоатация скаутите от този типа плават с не повече ор 25,5 възела. Ако се отчете, че скоростта на най-новите разрушители надхвърля, по това време, 30 възела, новите крайцери няма как да изпълняват ролята на техни лидери. Въоръжението включва в себе си шест оръдия калибър 102-мм и четири калибър 47-мм, макар последните вече да губят каквото и да е бойно значение. Защитата се налага да бъде отслабена. Само в района на машинно-котелните отделения палубата е бронирана, с дебелина едва 13 мм с 25-милиметрови скосове. В строя „Бодицея“ влиза през 1910 г., а „Белона“ през 1911 г. Средната стойност съществено се увеличава и съставя 330 000 фунта стерлинги за единица.
Следващата двойка скаути от типа „Блонд“ (на английски: Blonde) се оказва почти пълно повторение на предходния проект. Допълнителните 50 тона водоизместимост отиват за удебеляване на броневата палуба до 40 мм. Въоръжението е усилено до десет 102-милиметрови оръдия, а калибърът на торпедните апарати става 533 мм. Тъй като мощността на турбините не се изменя, се очаква известно намаляване на скоростта, но фактически новите крайцери не изотстават от първата двойка. „Блонд“ и „Бланш“ са заложени през 1909 г., в периода 1910 – 1911 те попълват флота. Стойността на построяването им малко намалява и съставя 280 000 фунта стерлинги за единица.
В периода 1910 – 1911 г. в Пембрук са заложени последните британски скаути – трите крайцера от типа „Актив“ (на английски: Active). Изходният проект отново е подобрен. Крайцерите получават наклонен форщевен, а схемата на защитата е изменена. Вече дебелината на броневата палуба над котелно-машинните отделения е намалена до 25 мм, но бордовата обшивка е направена от дебела високоякостна стомана, което трябва поне да дава защита от малките осколки. Скоростните качества си остават на предишното ниво, а стойността отново намалява. Средно всеки кораб струва на хазната 260 000 фунта стерлинги. „Актив“ и „Амфион“ влизат в строй през 1911 г., а „Фиърлес“ през 1912 г.
| Сравнителни ТТХ на второто поколение крайцери скаути на Великобритания |                                          |                                          |                                          |
|                                                                        | Тип „Бодицея“                            | Тип „Блонд“                              | „Актив“                                  |
| Нормална/пълна водоизместимост, т                                      | 3300/3800                                | 3350/3850                                | 3440/4000                                |
| Артилерийско въоръжение                                                | 6×1 – 102-мм/50 4×1 – 47-мм              | 10×1 – 102-мм/50 4×1 – 47-мм             | 10×1 – 102-мм/50 4×1 – 47-мм             |
| Торпедно въоръжение                                                    | 2×1 – 457-мм ТА                          | 2×1 – 533-мм ТА                          | 2×1 – 457-мм ТА                          |
| Брониране, мм                                                          | Палуба – 13 – 25 мм бойна рубка – 102 мм | Палуба – 13 – 38 мм бойна рубка – 102 мм | Палуба – 13 – 25 мм бойна рубка – 102 мм |
| Енергетична установка                                                  | 4 парни турбини, 18 000 к.с.             | 4 парни турбини, 18 000 к.с.             | 4 парни турбини, 18 000 к.с.             |
| Максимална скорост, възела                                             | 25                                       | 25                                       | 25                                       |
| Далечина на плаване, мили/на скорост, въз.                             | 2000/14                                  | 2000/14                                  | 4630/10                                  |
| Екипаж, души                                                           | 317                                      | 314                                      | 321 – 325                                |

Всичко британският флот получава 15 скаута от седем различни типа.

## Скаутите на Италия
Командването на Кралския военноморски флот на Италия винаги придават голямо значение на воденето на разузнаване в интересите на главните сили на флота. Още през 19 век италианският флот получава редица авиза, които се отличават със слабото въоръжение, но с максималната възможна скорост на хода. Опитът от Руско-японската война и известията за започналото строителство на крайцери скаути във Великобритания водят до проектирането на първия италиански скаут „Куарто“ (на италиански: Quarto). Макар за образец да е взет британският скаут „Сентинел“, италианските конструктори успяват да създадат напълно оригинален кораб. Корпусът на „Куарто“ е, по същество, силно увеличен корпус на разрушител и има характерните за миноносците обводи и пропорции на дължината към ширината. Крайцерът получава четиривалова паротурбинна установка система Parsons, като тя е поместена в тесния корпус много трудно. Обаче механизмите, в крайна сметка, се получават много мощни и надеждни, благодарение на което „Куарто“ се оказва отличен бегач и развивава скорост над 28 възела. Далечината на плаване е напълно достатъчна за Адриатическо море, а мореходността се оказва много висока, за кораб с такива размери. Въоръжението включва шест 120-мм оръдия и шест 76,2-мм, макар последните да са малкополезни, в т.ч. и поради силното им заливане при високите скорости. Броневата защита е направена на пронципа „за каквото остане“ и се свежда до черупковидна бронева палуба. „Куарто“ е заложен през 1909 г., а през 1913 г. влиза в строй.
Ободрените от успеха италианци залагат два крайцера от подобрения вариант: типа „Нино Биксио“ (на италиански: Nino Bixio), но фактически те се оказват по-лоши, тъй като скоростта на новите крайцери даже намалява.
| Сравнителни ТТХ на иралианските крайцери скаути |                                     |                                     |
|                                                 | „Куарто“                            | Тип „Нино Биксио“                   |
| Нормална/пълна водоизместимост, т               | 3219/3388                           | 3519/4076                           |
| Артилерийско въоръжение                         | 6×1 – 120-мм/50 6×1 – 76-мм/50      | 6×1 – 120-мм/50 6×1 – 76-мм/50      |
| Торпедно въоръжение                             | 2×1 – 457-мм ТА                     | 2×1 – 457-мм ТА                     |
| Брониране, мм                                   | Палуба – 38 мм бойна рубка – 100 мм | Палуба – 38 мм бойна рубка – 100 мм |
| Енергетична установка                           | 2 парни турбини, 29 215 к.с.        | 3 парни турбини, 23 000 к.с.        |
| Максимална скорост, възела                      | 28,6                                | 26,8 – 27,6                         |
| Далечина на плаване, мили/на скорост, въз.      | 2300/15                             | 1400/13                             |
| Екипаж, души                                    | 247                                 | 296                                 |

## Крайцерите скаути на Австро-Унгария
В Австро-Унгарската империя флотът се финансира според остатъчния принцип, тъй като основните интереси на Двуединната монархия касаят континенталната политика, а депутатите на Унгарския парламент по принцип се относят отрицателно към разходите за флот. Въпреки това, разполагайки с ограничени средства, корабостроителите на тази страна успяват да създадат цяла поредица от ярки и при това евтини кораби, отлично приспособени за действия в Адриатика. След появата на първите работоспособни парни турбини, ръководството на Австро-Унгарския флот взема решение да ги внедри в новите си. Вече през май 1906 г. е поставен въпрос за строителството на паротурбинен крайцер водоизместимост в 3500 тона, като Морският технически комитет препоръчва да се приеме за образец или немските крайцери от типа „Дрезден“, или американските от типа „Честър“. През 1908 г. в корабостроителницата на ВМФ в Поле е заложен крайцерът скаут „Адмирал Шпаун“ (на немски: SMS Admiral Spaun), официално класифициран като „бързоходен крайцер“ (на немски: Rapidkreuzer). Корабът влиза в строй през 1910 г.
„Адмирал Шпаун“ се оказва един от първите в света турбинни крайцери с брониран пояс. По същество той представлява огромен разрушител със значително удължаване на полубачния корпус. Артилерията е разчетена да противодейства на разрушителите и включва седем 100-мм скорострелни оръдия производство на компанията Škoda. Бронирането е леко и се състои от 60-мм пояс по протежение на машинно-котелните отделения и 20-мм бронева палуба. Единственият сериозен недостатък на „Шпаун“ става прекалено сложната и ненадеждна силова установка, състояща се от шест парни турбини Parsons, работещи на четири вала. Макар крайцерът да развива на изпитанията ход от над 27 възела, в експлоатацията си той не достига този показател.
| Сравнителни ТТХ на крайцерите скаути на Австро-Унгария |                                                                       |                                                                       |
|                                                        | „Адмирал Шпаун“                                                       | Тип „Сайда“                                                           |
| Нормална/пълна водоизместимост, т                      | 3384/3944                                                             | 3445/3947                                                             |
| Артилерийско въоръжение                                | 7×1 – 100-мм/50 1×1 – 47-мм/44                                        | 9×1 – 100-мм/50 1×1 – 47-мм/44                                        |
| Торпедно въоръжение                                    | 2×1 – 457-мм ТА                                                       | 3×2 – 457-мм ТА или 2×2 – 533-мм ТА и 1×2 – 457-мм ТА                 |
| Брониране, мм                                          | Борд – 60 мм палуба – 20 мм щитове оръдия – 40 мм бойна рубка – 50 мм | Борд – 60 мм палуба – 20 мм щитове оръдия – 40 мм бойна рубка – 50 мм |
| Енергетична установка                                  | 6 парни турбини, 25 150 к.с.                                          | 2 парни турбини, 30 000 к.с.                                          |
| Максимална скорост, възела                             | 27                                                                    | 27,5                                                                  |
| Далечина на плаване, мили/на скорост, въз.             | 1600/24                                                               | 1600/24                                                               |
| Екипаж, души                                           | 327                                                                   | 340 – 420                                                             |

## Скаутите на САЩ
Военноморският флот на САЩ достига до идеята за строителството на крайцери разузнавачи от резултатите на оценки маневрите на флота през 1902 – 1903 г., които доказват важността на далечното морско разузнаване и в същото време поради отсъствието в състава на флота на бързоходни малки крайцери, които могат да извършват това разузнаване . Още през 1903 г. в Съвета на флота започва да се обсъжда идеята за създаването на собствен проект за скаут, който да съпровожда ескадрите. Предполага се, че тези кораби трябва да имат висока скорост и мореходност, а също така далечина на плаване отчитаща океанските театри на военни действия. Изискванията към въоръжението са доста скромни – 12 оръдия калибър 76,2-мм. Разчетени са да осигурят срив на атака на вражески миноносец, а също и способност да се встъпи в бой с малки крайцери на противника. Бронирането трябва да осигурява защита на механизмите от малки снаряди и осколки. Проектът е подготовен към декември 1903 г., а през 1904 г. Конгресът на САЩ утвърждава строителството на трите крайцера скаута от типа „Честър“.
Последващият анализ на бойния опит от Руско-японската война от 1904 – 1905 г. води до изменение на състава на въоръжението. Вече то трябва да се състои от две 127-мм оръдия и шест 76,2-мм. Също е одобрено използването на най-новите торпедни апарати с калибър 533 мм. Преди залагането на крайцерите, през 1905 г., е прието решението по експериментален път да се избере най-добрата силова установка. За това и крайцерите получават различни машинни агрегати. На главния, „Честър“ (на английски: USS Chester (CS-1)), са поставени четири парни турбини система Parsons, на „Сейлъм“ (на английски: USS Salem (CL-3)) две парни турбини система Curtiss, а „Бирмингам“ (на английски: USS Birmingham (CL-2)) е снабден с парни машини с тройно разширение. За разлика от своите британски еднокласници американските скаути обладават солиден радиус на действие и добра мореходност, която им позволява да поддържат максималната скорост даже при силно вълнение. В службата си крайцерите могат продължително време да поддържат ход от 24 – 24,5 възела. Обаче бронирането им е доста скромно и се свежда до бордови пояс с дебелина 51 мм срещу котло-машинната установка и 25 мм бронева палуба над нея, която придобива черупковидна форма към кърмата и се увеличава до дебелина от 37 мм, защитавайки рулевата машина. Преди влизането на САЩ в Първата световна война въоръжението на крайцерите е усилено, със замяната на четири от 76,2-мм оръдия с две 127-мм. Също така е поставено и едно 76,2-мм зенитно оръдие.
| Сравнителни ТТХ на крайцерите скаути на САЩ |                                                         |                                      |
|                                             | Тип „Честър“                                            | Тип „Омаха“                          |
| Нормална/пълна водоизместимост, т           | 3750/4687                                               | 7050/9508                            |
| Артилерийско въоръжение                     | 2×1 – 127-мм/50 6×1 – 76-мм/50                          | 2×2 и 8×1 – 152-мм/53 2×1 – 76-мм/50 |
| Торпедно въоръжение                         | 2×1 – 533-мм ТА                                         | 2×3 и 2×2 – 533-мм ТА                |
| Брониране, мм                               | Бордов пояс – 51 палуба – 25 мм                         | Бордов пояс – 76 мм палуба – 38 мм   |
| Енергетична установка                       | 2 парни машини или 2 парни турбини 15 670 – 17 400 к.с. | 4 парни турбини, 90 000 к.с.         |
| Максимална скорост, възела                  | 24 – 24,5                                               | 34                                   |
| Далечина на плаване, мили/на скорост, въз.  | 3300/16                                                 | 10 000/10                            |
| Екипаж, души                                | 359                                                     | 458                                  |

## Проектите за крайцери скаути на Франция и Русия

### Френските проекти
Прогресът в развитието на военноморските технологии, който става преди Първата световна война, поставя ВМС на Франция в тежко положение. Особено лошо стои въпросът с крайцерските сили. Ако за строителството на престижните линкори-дредноути все пак са отделени пари, то сред френските крайцери няма нито един, който да е достатъчно съвременен. Даже най-новите броненосни крайцери от типа „Едгар Кюне“, приети от флота през 1911 г., са построени по морално остарял проект, имат паромашинна установка и на фона на чуждите крайцери от ново поколение изглеждат прекалено бавни. За воденето на разузнаване в интересите на ескадрите от нови линкори и борбата с леките сили на противника те не са подходящи. Ситуацията става нетърпима и през 1909 г. Морският генерален щаб (на френски: Etat-Major General) изисква да се пристъпи към работи по проектиране на „ескадрен разузнавач“ (на френски: eclaireurs d'escadre). Изначално Техническият отдел на морското министерство (на френски: Service Technique des Constructions et Armes Navales) представя проект за достатъчно голям кораб, с нормална водоизместимост от 6000 т. Крайцерът трябва да бъде въоръжен с десет 138,6-мм/45 оръдия, да носи броневи пояс с дебелина 50 – 100 мм, бронева палуба с дебелина 40 мм и да развива скорост от 27 възела.
Впоследствие Морският генерален щаб се спира на крайцери с по-малки размери, по средата между британския тип „Аретуза“ и немските типове „Магдебург“ и „Карлсруе“. При нормална водоизместимост от 4500 тона крайцерът трябва да се въоръжи с осем 138,6-милиметрови оръдия, като за първи път в света носовите и кърмовите двойки оръдия са поставени по линейно-терасовидната схема, обаче обводите на корпуса си остават архаични, по сравнение с чуждестранните проекти. По-мощна силова установка осигурява скорост до 29 възела. Броневата защита е планирана като крайно слаба и се свежда до тънка бронева палуба над машинно-котелните отделения. Според Морския закон от 1912 г. се предполага построяването към 1920 г. на десет крайцера от типа „Ла Мот Пике“, които вече се класифицират като „лидери на флотилии“ (на френски: convoieur d'escadrilles). Главният кораб трябва да бъде заложен през ноември 1914 г. в корабостроителницата на арсенала в Тулон, залагането на двата последващи е планирано да бъде в частни корабостроителници. Обаче ходът на военните действия принуждава ръководството на Франция да преориентира всички ресурси за нуждите на сухопътната армия и строителството на новите крайцери е отложено, а след това и отменено. Следва да се отбележи, че независимо от недостатъците на проекта, крайцерите от този типа биха могли да са крайно полезни на флота през Първата световна война, когато се проявява неспособността на старите френски крайцери да настигнат по-бързоходния противник.

### Руските проекти
След поражението в Руско-японската война и загубата на голяма част от корабния състав, ръководството на Руския императорски флот акцентира върху строителството на големи бойни единици – линкорите от типовете „Севастопол“ и „Императрица Мария“, линейните крайцери от типа „Измаил“. Ядрото на крайцерските сили на флота трябва да бъде съставено от доста големите и скъпоструващи леки крайцери от типа „Светлана“. Всички тези кораби, както и новите есминци от типа „Новик“, са снабдени турбинни установки от различни производители. Възниква необходимост от специални кораби на които да се подготовят машинните екипажи. За това се предполага построяването на два малки крайцера, способни да изпълняват ролята на учебни кораби в мирно време.
Първоначално ръководството на флота клони към придобиването на чертежите на италианския проект „Нино Биксио“. Обаче впоследствие е обявен международен конкурс за най-добър проект. През 1912 г. Морският генерален щаб изработва изискванията към малкия крайцер. Той трябва преди всичко да се бори с есминците и другите малки кораби, да води разузнаване, а също така да е в ролята на бързоходен минен заградител. В мирно време малките крайцери трябва да подготвят машинисти-турбинистите на флота. При водоизместимост от не повече от 4600 тона се иска снабдяванетто на крайцерите с броневи пояс, въоръжаването им с осем от най-новите 130-мм/55 оръдия и осигуряването на скорост от 29 – 31 възела. Особено се акцентира върху повишена маневренност, зенитно въоръжение и разполагането на крайцерите на аероплани. Така Руският флот иска да получи типичните крайцери скаути.
Конкурсът е спечелен от немската компания Schichau-Werke, макар нейният проект да предвижда само бронева палуба със скосове, вместо броневи пояс. Предаването на поръчката в чужбина предизвиква и протести в Държавната дума. Но Морското министерство разчита, че немските корабостроители ще могат да построят крайацерите по-бързо, отколкото местните заводи. „Адмирал Невелской“ и „Муравьов-Амурски“ са заложени в Данциг, през декември 1912 г. Тях е планирано да се изпратят в Далечния Изток, където те да заменят старите крайцери „Асколд“ и „Жемчуг“ в състава на Сибирската флотилия. Обаче с началото на Първата световна война те са реквизирани от Германия, достроени в съответствие с немски изисквания и след това воюват в състава на германския флот като леките крайцери от типа „Пилау“.
| Сравнителни ТТХ на крайцерите скаути на Франция и Русия |                                  |                                                               |
|                                                         | Тип „Ла Мот Пике“                | Тип „Адмирал Невелской“                                       |
| Нормална/пълна водоизместимост, т                       | 4500/6000                        | 4300/?                                                        |
| Артилерийско въоръжение                                 | 8×1 – 138,6-мм/45 2×1 – 47-мм/44 | 8×1 – 130-мм/55 4×1 – 63,5-мм                                 |
| Торпедно въоръжение                                     | 2×1 – 450-мм ТА                  | —                                                             |
| Брониране, мм                                           | Палуба – 28 мм                   | Палуба – 20 – 40 мм щитове оръдия – 25 мм бойна рубка – 75 мм |
| Енергетична установка                                   | 4 парни турбини, 40 000 к.с.     | 2 парни турбини, 28 000 к.с.                                  |
| Максимална скорост, възела                              | 29                               | 27,5                                                          |
| Далечина на плаване, мили/на скорост, въз.              | 3300/16                          | 5000/14                                                       |
| Екипаж, души                                            | 357                              | ?                                                             |

## Крайцерите скаути през Първата световна война
| „                                 | Малките лидери-разузнавачи са твърде слабо защитени, лошо въоръжени и недостатъчно скоростни. В онези години вече има по-балансирани (макар и по-големи) бойни единици, напълно изместващи тези „недоразумения“. Следва да се отбележи, че толкова жесток експеримент, с такива съкрушителни резултати, може да си позволи само и единствено най-силната морска държава в света. | “ |
| Кофман В.Л. Неудачливые „скауты“. | |   |